# John E. Madden
John Edward Madden, född 28 december 1856, död 3 november 1929, var en amerikansk framstående fullblods- och travhästägare, uppfödare och tränare i slutet av 1800-talet och början av 1900-talet. Han ägde Hamburg Place Stud i Lexington, Kentucky och födde upp fem vinnare i Kentucky Derby och Belmont Stakes.
Madden valdes in i National Racing Hall of Fame postumt 1983. Han valdes också in i Harness Racing Hall of Fame för sina bidrag till travsporten som tränare, uppfödare och ägare. Han är den enda personen som blivit invald i travsportens och galoppsportens Hall of Fame. Han var också en affärsman, som investerade i majsraffinering.

## Biografi
John E. Madden föddes den 28 december 1856 i Bethlehem, Pennsylvania. Hans föräldrar Patrick och Catherine (McKee) Madden var irländska immigranter från Roscommon. Maddens far dog 1860, vilket resulterade i svårigheter för familjen. John E. Madden arbetade på de lokala stålverken som tonåring och deltog ofta i boxning för att tjäna pengar som ung. Vid 16 års ålder hade han utvecklat ett intresse för travhästar.

## Travsport

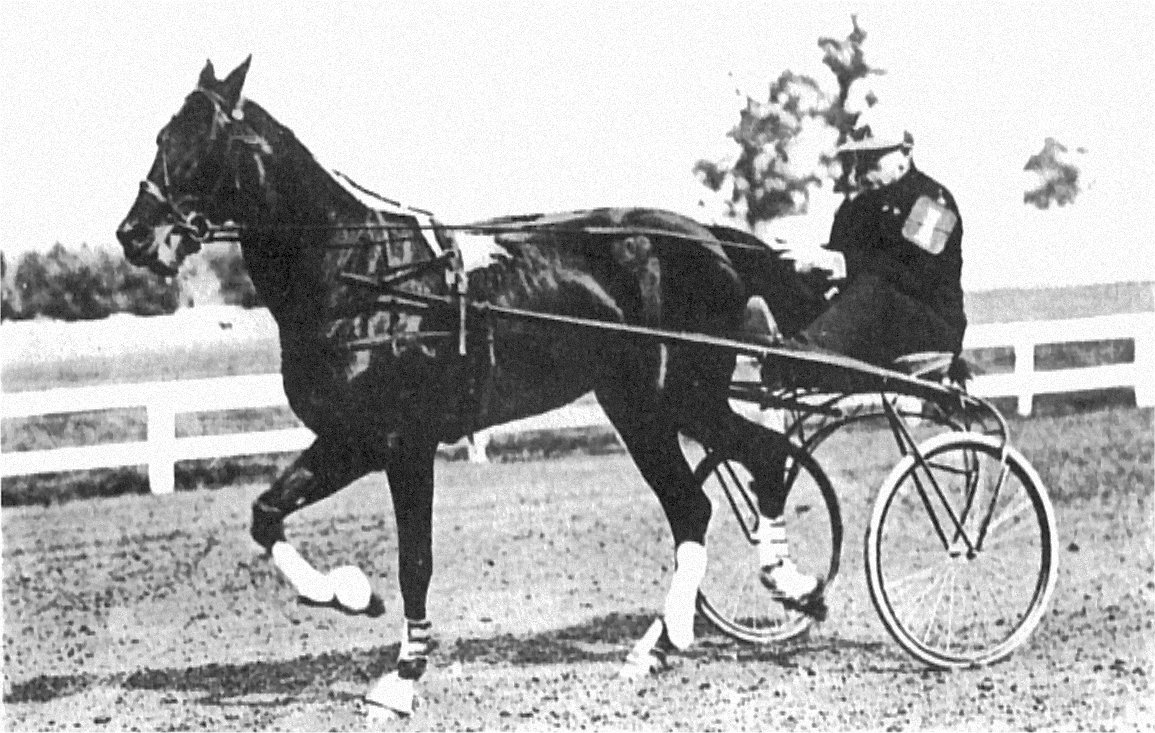
Championhästen Siliko 1906, innan han vann Kentucky Futurity.

Madden var skicklig på att notera små detaljer i gång och prestationsförmåga hos amerikanska standardhästar, både passgångare och travare. Då Madden var trettio år gammal hade han tjänat 150 000 dollar genom sina affärer. Madden ägde särskilt Class Leader, som satte ett banrekord vid Cleveland Grand Circuit Race 1887, Robert McGregor och Siliko. År 1890 insåg Madden att det var större pengar i galoppsport med engelska fullblod, och ändrade gradvis sina intressen.

## Galoppsport

### Hästen Hamburg
John Madden flyttade till Lexington, Kentucky 1889, där han bodde på det välkända Phoenix Hotel. Han tillämpade sina affärs- och hästkunskaper på fullblod och byggde gradvis upp ett rykte i Kentucky som en kunnig galopptränare. Han köpte hästen Hamburg 1896 för 1 200 dollar från Col. Enright från Elmendorf Farm och satte igång att träna den oregerliga hingsten till en exceptionell kapplöpningshäst, och Hamburg segrade i 1897 års Great Eastern Handicap. Hamburg vann 12 av sina 16 starter vid två års ålder och sprang in 38 595 dollar i Maddens regi. Han sålde senare Hamburg till Marcus Daly 1897 för 40 001 dollar, vilket var rekordmycket för en tvååring i träning.

### Hamburg Place

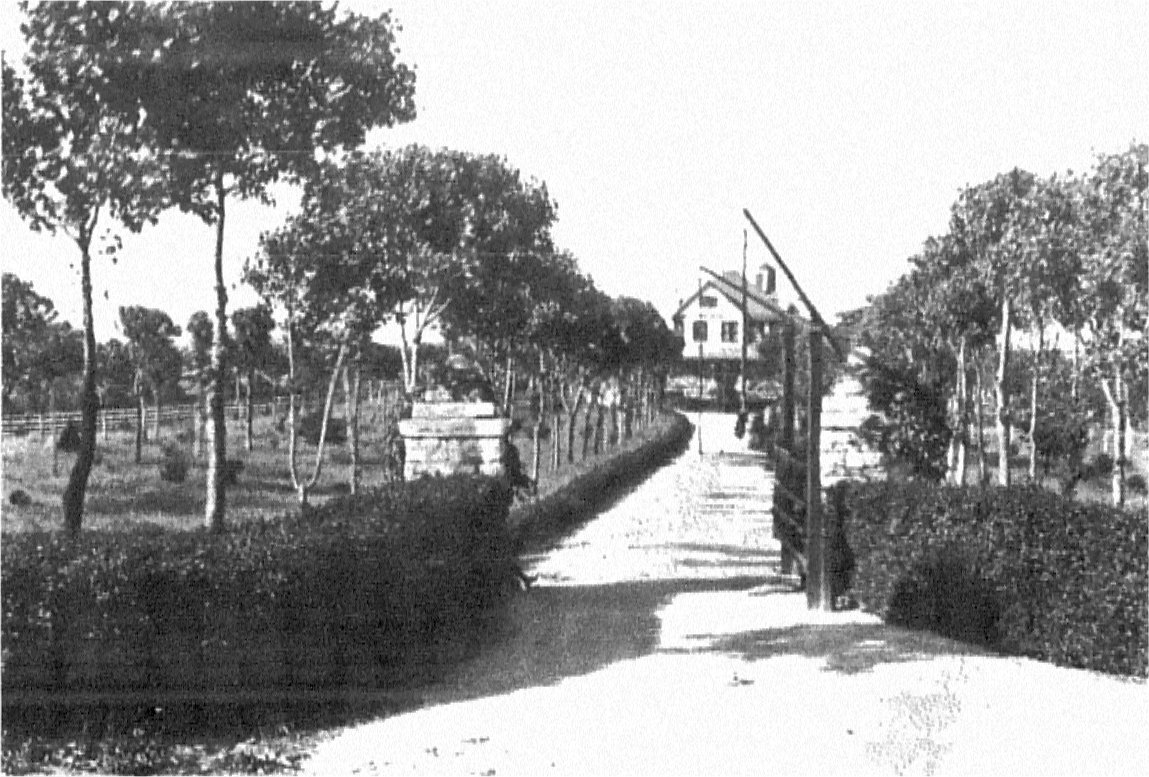
Entrén på Hamburg Place 1911.

Madden använde sina tillgångar för att köpa en stor bit mark öster om Lexington på Winchester Pike. Han döpte sin gård till Hamburg Place, för att hedra hästen som hjälpt honom att finansiera den.
Hamburg Place blev Maddens centrum för avelsverksamhet från 1897 till sin död 1929. Han födde upp 14 champion-tävlingshästar, inklusive fem Kentucky Derby-vinnare (Old Rosebud, Sir Barton, Paul Jones, Zev och Flying Ebony), fyra Belmont Stakes-vinnare (The Finn, Grey Lag, Zev och Joe Madden) och den första Triple Crown-vinnaren Sir Barton. Madden var den ledande uppfödaren i USA från 1917 till 1923 och 1925, mest på grund av framgångarna för Plaudit och Maddens importerade brittiska hingstar Star Shoot och Ogden. Madden födde också upp Trigger, Princess Doreen, King James, Emotion, Southern Maid, Flora Fina och Sir Martin.

## Död
1926 sålde Madden de flesta av sina avelshästar och investerade stort i majsraffineringsbranschen, vilket ökade hans nettovärde till mer än 9 miljoner dollar. I oktober 1929 fick Madden lunginflammation, och avled av en hjärtinfarkt den 3 november 1929 i sitt rum på Pennsylvania Hotel i New York. Hans kropp returnerades till Kentucky och begravdes på den romersk-katolska kyrkogården på Calvary i Lexington. Han avled strax efter två andra stora hästtränare, Sam Hildreth och James Rowe Sr.